# Amt Buttstädt
Das Amt Buttstädt war eine territoriale Verwaltungseinheit des Großherzogtums Sachsen-Weimar-Eisenach. Es entstand 1817 aus dem zu Sachsen-Weimar-Eisenach gehörigen Amt Hardisleben und elf bis 1815 kursächsischen Orten des Thüringer Kreises.
Bis zur Verwaltungs- und Gebietsreform des Großherzogtums Sachsen-Weimar-Eisenach im Jahr 1850 und der damit verbundenen Auflösung bildete das Amt den räumlichen Bezugspunkt für die Einforderung landesherrlicher Abgaben und Frondienste, für Polizei, Rechtsprechung und Heeresfolge.

## Geographische Lage
Das Amt Buttstädt lag im östlichen Teil des Thüringer Beckens zwischen Ettersberg im Südwesten und Finne im Nordosten. Die bedeutendsten Flüsse im Amtsgebiet waren die Lossa und die Scherkonde.
Das Amtsgebiet liegt heute im Nordosten des Freistaats Thüringen an der Landesgrenze zu Sachsen-Anhalt. Der Nordteil liegt heute im Landkreis Sömmerda, der Südteil gehört zum Landkreis Weimarer Land.

## Angrenzende Verwaltungseinheiten
- Norden und Osten: Landkreis Eckartsberga  (Königreich Preußen, Provinz Sachsen)
- Südosten: Amt Roßla (Großherzogtum Sachsen-Weimar-Eisenach)
- Süden: Amt Weimar (Großherzogtum Sachsen-Weimar-Eisenach)
- Westen: Amt Großrudestedt (Großherzogtum Sachsen-Weimar-Eisenach)

## Geschichte
Der Vorgänger des Amts Buttstädt, das Amt Hardisleben, gehörte mit seinen drei Städten und zehn Dörfern seit 1741 zum Herzogtum Sachsen-Weimar-Eisenach. Durch die Auswirkungen des Wiener Kongresses wurde das Herzogtum Sachsen-Weimar-Eisenach im Jahr 1815 zum Großherzogtum erhoben. Damit verbunden waren etliche Gebietszugewinne, u. a. Teile des Thüringer Kreises des Königreichs Sachsen. 
1817 wurden zehn Orte des aufgelösten kursächsischen Amts Eckartsberga und ein als Exklave zum ehemaligen kursächsischen Amt Wendelstein gehöriger Ort mit dem sachsen-weimar-eisenachischen Amt Hardisleben zum „Amt Buttstädt“ vereinigt.
1849/50 erfolgte im Großherzogtum Sachsen-Weimar-Eisenach die Trennung der Rechtsprechung von der Verwaltung. Dabei wurden auch die im Amt bestehenden Patrimonialgerichte aufgehoben. Das Amt Buttstädt kam mit anderen Ämtern des Weimarer Kreises zum Verwaltungsbezirk Weimar II, der auch als II. Verwaltungsbezirk bezeichnet wurde und 1868 den Namen „Verwaltungsbezirk Apolda“ erhielt. Einzig Orlishausen im äußersten Westen des Amts wurde dem Verwaltungsbezirk Weimar zugeordnet.
Für die Jurisdiktion des aufgehobenen Amts Buttstädt wurde dabei das Justizamt Buttstädt errichtet, welches mit Inkrafttreten des Gerichtsverfassungsgesetzes am 1. Oktober 1879 in Amtsgericht Buttstädt umbenannt und gleichzeitig dem neu errichteten Landgericht Weimar unterstellt wurde. Zum Gerichtsbezirk gehörten alle Orte des ehemaligen Amts Buttstädt, außer Orlishausen, das dem Amtsgericht Großrudestedt unterstellt wurde. Zusätzlich gehörten zum Gerichtsbezirk die Orte Gebstedt (mit Schwabsdorf), Pfiffelbach und Ködderitzsch vom ehemaligen Amt Roßla, sowie Krautheim, Weiden und Haindorf vom aufgelösten Amt Weimar.

## Zugehörige Orte

### Orte, die vor 1815 zum sachsen-weimarischen Amt Hardisleben gehörten
Städte
- Buttelstedt
- Buttstädt
- Rastenberg (mit Gut Finneck)

Dörfer
| - Eßleben - Großbrembach - Guthmannshausen - Hardisleben - Mannstedt | - Nermsdorf - Niederreißen - Olbersleben - Rohrbach - Teutleben |

Eßleben stand bis 1815 unter kursächsischer Landeshoheit und wurde dadurch auch zum Amt Eckartsberga gezählt.
Wüstungen
Im Amt gab es folgende Wüstungen:
- bei Buttelstedt: Oberndorf
- bei Buttstädt: Emsen, Schafendorf, Wenigenbuttstädt
- bei Großbrembach: Hauthal, Ebsdorf, Felborn, Selgervorwerk, Vorwerk
- bei Guthmannshausen: Hohenlinden
- bei Nermsdorf: Hohendorf, Crellwitz, Stiebsdorf
- bei Olbersleben: Rockstedt
- bei Rastenberg: Rödchen

### Orte, die vor 1815 zu Ämtern des kursächsischen Thüringer Kreises gehörten
Amt Eckartsberga
| - Ellersleben - Großneuhausen - Kleinneuhausen - Nirmsdorf - Oberreißen | - Orlishausen - Rudersdorf - Eßleben - Leutenthal (Exklave) - Sachsenhausen (Exklave) |

Eßleben stand bis 1815 unter kursächsischer Landeshoheit, war aber in ernestinischem Besitz und wurde dadurch auch zum Amt Hardisleben gezählt. In der Flur von Großneuhausen lag die Wüstung Mark-Wallendorf.
Amt Wendelstein
- Willerstedt (Exklave)